# زالومون یاداسون
زالومون یاداسون (آلمانی: Salomon Jadassohn؛ ‏ ۱۳ اوت ۱۸۳۱ – ۱ فوریهٔ ۱۹۰۲) نوازنده پیانو، موسیقی‌دان، آهنگساز، رهبر ارکستر، مدرس موسیقی و استاد دانشگاه اهل آلمان بود.
او در خانواده‌ای از یهودیان اشکنازی زاده شد و در «هنرستان موسیقی لایپزیگ» (تنها چند سال پس از تأسیس آن توسط فلیکس مندلسون) تحصیل کرد. در آنجا، آهنگسازی را از موریتس هاوپتمان و نواختن پیانو را از ایگناتس مشه‌لس فرا گرفت. در همان زمان، در کلاس‌های خصوصی فرانتس لیست در وایمار نیز شرکت کرد و از شاگردان او شد.
او به تدریج معلم مشهوری در زمینهٔ نوازندگی پیانو شد و شاگردانی چون سرگئی بورتکویچ، فروچو بوزونی، فردریک دلیوس و فلیکس واینگارتنر را تربیت کرد.